# Corral de Ayllón
Corral de Ayllón és un municipi de la província de Segòvia, a la comunitat autònoma de Castella i Lleó.